# San Costantino Calabro
San Costantino Calabro är en ort och kommun i provinsen Vibo Valentia i regionen Kalabrien i Italien. Kommunen hade 2 196 invånare (2017).